# Pont de l'Aublette
Le pont de l'Aublette a été construit pour les Chemins de fer des Côtes-du-Nord. Il permet à la ligne Collinée - Dinan de franchir la ligne Dinan - La Brohinière de la Compagnie des chemins de fer de l'Ouest.